# ゼブロン・バンス
ゼブロン・ベアード・バンス（英:Zebulon Baird Vance、1830年5月13日 - 1894年4月14日）は、アメリカ合衆国ノースカロライナ州出身の政治家である。南北戦争の時は南軍の士官となり、ノースカロライナ州知事を2回、およびノースカロライナ州選出のアメリカ合衆国上院議員を務めた。並外れた著作家だったバンスは南北戦争中と戦後の南部で最も影響力ある指導者の一人となった。

## 生い立ち
バンスはノースカロライナ州バンコム郡、現在のウィーバービル近くで、8人兄弟の3番目として生まれた。その家庭はかなり多くの奴隷を所有していたことが知られている。叔父はアメリカ合衆国下院議員ロバート・ブランク・バンスであり、この叔父からバンスの兄もロバート・ブランク・バンスと名付けられた。12歳の時に、テネシー州のワシントン・カレッジ、現在のワシントン・カレッジ・アカデミーで勉強するために送り出された。14歳の時に父が死んだためにそこを退学して家に戻らざるを得なくなった。育ちのよいハリエット・エスピー嬢と文通するようになったのはこの期間だった。

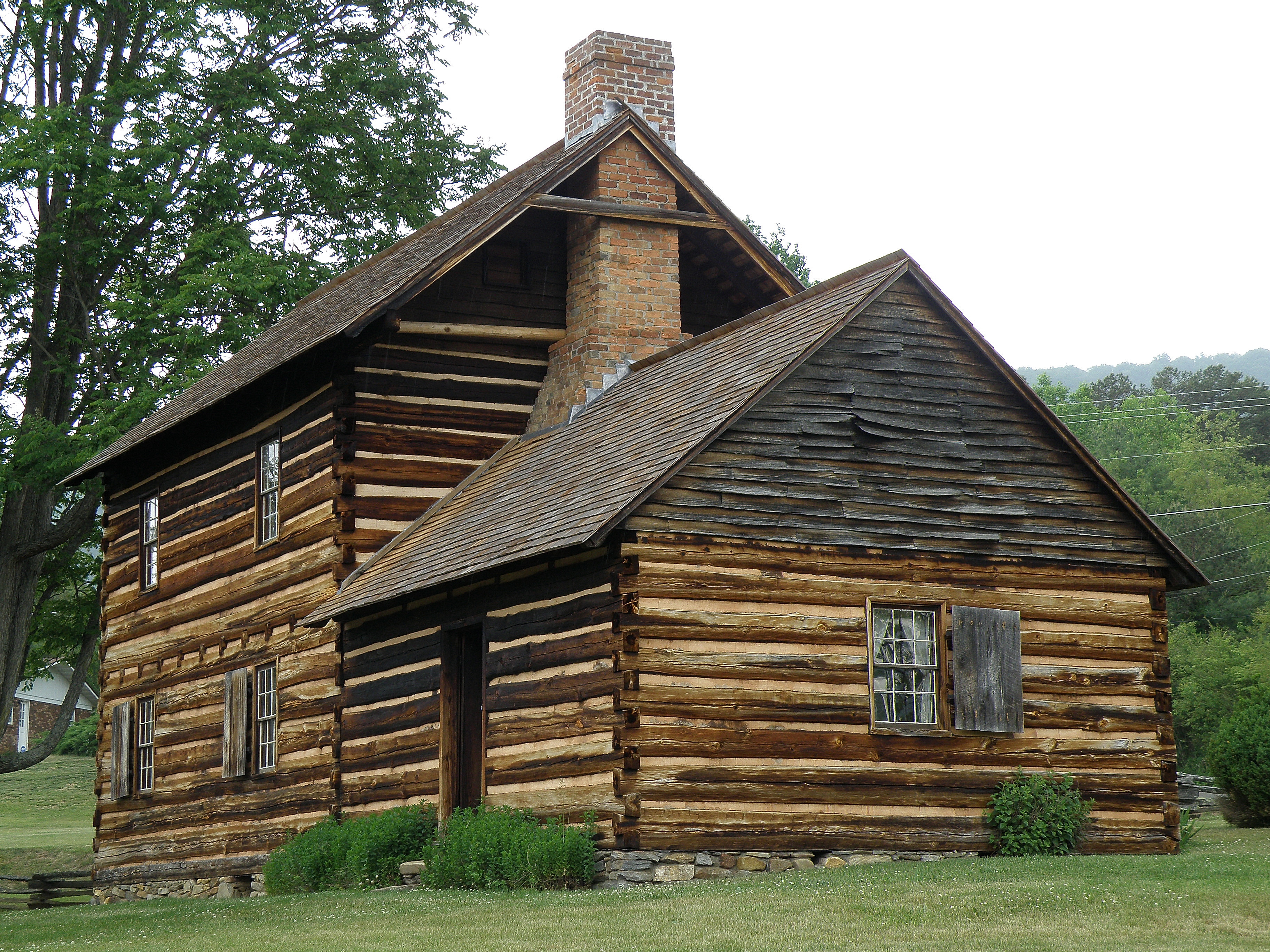
バンスの生家

バンスはその境遇を改善するために法律学校に行くことに決めた。21歳の時に、ノースカロライナ大学学長で元州知事のデイビッド・L・スウェインに手紙を書き、法律学校に行けるように借金を申し込んだ。スウェイン知事は大学から300ドルの資金を手配してくれ、バンスは立派に学業を修めた。1852年までにノースカロライナ州アッシュビルで法律実務を始め、間もなく郡の法務官（検察官）に選出された。1853年までにバンスとハリエット・エスピーは結婚し、その後4人の息子達が生まれた。

## 南北戦争
1861年5月にアメリカ合衆国からの脱退条例が成立するときまでに、バンスはローリーに駐在する軍の大尉となり、第14ノースカロライナ連隊の部隊であり「ラフ・アンド・レディ・ガーズ」と呼ばれる中隊を指揮した。その年の8月、第26ノースカロライナ連隊の大佐に選出された。この連隊は1862年3月のニューバーンの戦いに参戦し、バンスは秩序ある撤退を指揮した。またリッチモンドでもこの連隊を率いた。第26ノースカロライナ連隊は最終的にゲティスバーグの戦いで隊員800名のうち700名以上を失って崩壊したが、バンスは当時軍務から身を引いていた。
1862年9月、バンスはノースカロライナ州知事選に出馬して当選した。アメリカ連合国では個人の権利と地方自治を提唱する主要メンバーであり、しばしばジェファーソン・デイヴィスの連合国政府と反目した。例えば、ノースカロライナ州は戦争中も人身保護令状を守り、その裁判所を十分に機能させた唯一の州だった。また、バンスは封鎖突破船で持ち込まれる補給物資についてノースカロライナ州がその分け前を得るまで他の州に与えることを拒否した。特に連合国の厳しい徴兵制度を軽減することで民衆に援助し士気を高めたことで「南部のタカ派知事」という渾名が生まれた。バンスは1864年にも知事に再選された。

## 戦後の経歴
バンスは1865年5月の誕生日に北軍に逮捕され、ワシントンD.C.の監獄で時を過ごした。アンドリュー・ジョンソン大統領の恩赦計画に従って、6月3日に恩赦を請求し、7月6日に仮釈放された。この釈放後は、ノースカロライナ州シャーロットで法律実務を再開した。その顧客の中にはフォークソングの『トム・ドーリー』の主題にもなった殺人犯トム・デューラもいた。1867年3月11日に正式な釈放となったが、収監されていた期間も仮釈放の期間もその逮捕に繋がる正式な告発がなされたことは無かった。
1870年、ノースカロライナ州議会はバンスを州のアメリカ合衆国上院議員に選出したが、アメリカ合衆国憲法修正第14条によって元南軍貢献者に課された制限のために議会に出ることは許されなかった。1876年、バンスは再度ノースカロライナ州知事に選出されてこの期間は教育に注力し、1879年に州議会が再度バンスをアメリカ合衆国上院議員に選出した。今度は議席に着くことができ、その死の1894年まで務めることになった。アメリカ合衆国議会議事堂で葬儀が行われた後、アッシュビルのリバーサイド墓地に埋葬された。
バンスは1870年頃から「散らばった国民」という演説を何百回も行ってユダヤ人を称賛し、全国のアメリカ人に宗教的寛容さと自由を求めた。

## 語録

### バンスの言葉
「戦争の目的は互いを探検することである」

### 未確認
「2つの過大評価という山の間の人間性の谷間」
バンスがノースカロライナ州について語ったことと想定される。「2つの過大評価という山」とはバージニア州とサウスカロライナ州である。この句はアレクサンダー・ハミルトンのものだともされているが、おそらくハミルトンやバンスよりも前の時代のものであろう。

## 遺産
バンスに捧げられた幾つかの記念碑がある。
- アッシュビルのパック広場でバンスに捧げられたオベリスク
- ノースカロライナ州ローリーの州議会議事堂南面の彫像
- ワシントンD.C.アメリカ合衆国議会議事堂の国立彫像ホール・コレクションに収められた青銅像
- ノースカロライナ大学チャペルヒル校の管理棟の一つはバンスの栄誉を称え、バンス・ホールと名付けられた。

ノースカロライナ州の幾つかの場所と学校はバンスに因んで名付けられた。
- ウェイク郡ゼブロン町
- バンスボロ町
- バンス郡、バージニア州との州境にある
- ゼブロン・B・バンス高校、シャーロットにある
- ゼブ・バンス小学校、キットレルにある
- バンス・フリーメイソン・ロッジ A.F.&A.M. #293、ウィーバービルにある

第二次世界大戦時のリバティ船SSゼブロン・B・バンスはバンスの栄誉を称えて名付けられた。